# Brentford FC
Brentford Football Club is een Engelse professionele voetbalclub uit Londen, in de wijk Brentford. In het seizoen 2020/21 promoveerde Brentford voor het eerst in de clubhistorie naar de Premier League na het winnen van de play-offs tegen Swansea City (2-0).
De club, met als bijnaam The Bees, werd in 1889 opgericht en speelde sinds 1904 zijn wedstrijden op Griffin Park. Dit stadion werd in 2020 ingeruild voor het Brentford Community Stadium. De grootste rivalen zijn eveneens clubs uit West-London: Fulham, Chelsea en Queens Park Rangers.

## Geschiedenis
Toen de club in 1889 werd opgericht ging het aanvankelijk op amateurniveau voetballen, voordat ze na enkele promoties in 1920 toetraden tot de Football League. Na een kampioenschap in de Football League Third Division South en de Football League Second Division kwamen ze vanaf 1935 uit in de Football League First Division, op dat moment het hoogste niveau. De beste klassering in die periode was een vijfde plaats in het debuutseizoen, 1935/36.
Na drie degradaties kwam de club in 1962 uit in de Football League Fourth Division. The Bees promoveerde en degradeerde in de jaren die volgden enkele malen, voordat ze veertien seizoenen in de Third Division speelden na een promotie in 1978. In 1992 wonnen ze de titel in die competitie, maar een jaar later degradeerde ze wederom. Ook de jaren erna en het begin van de twintigste eeuw schommelde de club heen en weer tussen het derde en vierde professionele niveau in Engeland.
In 2014 keerde Brentford terug op het een na hoogste niveau in het Championship, nadat het als tweede eindigde in de Football League One waardoor ze automatisch promoveerde. Als promovendus maakte de club onverwacht een zeer succesvol seizoen door tussen de gerenommeerde clubs en behaalde het verrassend de play-offs voor promotie naar de Premier League door als vijfde te eindigen, de hoogste eindklassering van Brentford sinds 1947. In de play-offs was Middlesbrough over twee wedstrijden te sterk. Hoofdtrainer Mark Warburton kreeg ondanks de hoge eindklassering geen nieuw contract en vertrok naar de Rangers.
Na een matige seizoensstart werd er afscheid genomen van Warburton zijn opvolger Marinus Dijkhuizen, die op zijn beurt werd opgevolgd door Dean Smith. Maar ook na de trainerswissel bleef de ploeg wisselvallige resultaten boeken, waarna het in maart zelfs wegzakte naar de degradatiezone. Uiteindelijk eindigde ze alsnog als negende, boven rivalen Queens Park Rangers en Fulham. In de jaren die volgden eindigde de club telkens rond de tiende plaats. Na een top drie klassering in 2020 mocht Brentford deelnemen aan de play-offs om promotie naar de Premier League. Hierin werd het echter uitgeschakeld door rivaal Fulham, dat daardoor promoveerde. Een jaar later, na wederom een derde plaats op de ranglijst, mocht de club zich opnieuw melden in de finale van de play-offs. Ditmaal werd er gewonnen, van Swansea City, waardoor de club voor het eerst mocht gaan deelnemen aan de Premier League.

## Erelijst
First Division / Championship1934/35
Second Division / Football League One1932/33, 1991/92
Third Division / Football League Two1962/63, 1998/99, 2008/09

## Clubcultuur

### Rivalen
In de 'voetbalhoofdstad van de wereld', Londen, zijn talloze profclubs en dus derby's. De traditionele rivaal van Brentford in West-Londen is Fulham. Sinds de vijandige overnamepoging door Queens Park Rangers in 1962 wordt die club echter gezien als grootste rivaal. De stadions van beide clubs liggen in aangrenzende wijken.
Ook Chelsea behoort tot de clubs in het westen van Londen, maar beide clubs kwamen elkaar niet vaak tegen. In het seizoen 2012/13 wist Brentford in de vierde ronde van de FA Cup Chelsea bijna uit te schakelen op Griffin Park, maar Fernando Torres maakte vlak voor tijd de gelijkmaker voor Chelsea. Vervolgens werd de replay op Stamford Bridge eenvoudig gewonnen door The Blues. Ook in het seizoen 2016/17 speelden de elftallen tegen elkaar in de vierde ronde van de FA Cup. Wederom ging Chelsea door. Vanaf het seizoen 2021/22 treffen beide clubs elkaar in de Premier League.

## Eigenaar
De club kwam na een financieel roerige tijd en een bijna-faillissement via de zogenoemde Bees United in 2006 in handen van haar supporters. Die kregen een meerderheidsbelang van ongeveer zestig procent van de aandelen. In november 2002 maakten zij al onder deze naam al plannen voor een nieuw te ontwikkelen stadion vlak bij Griffin Park.
In juli 2012 werd Matthew Benham, grootaandeelhouder en supporter van de club, volledig eigenaar van Brentford door alle aandelen van Bees United over te nemen. De supporters behielden hun stemrecht – via een 'gouden aandeel' – als het zou gaan om beslissingen over het huidige en toekomstige stadion. Ook heeft het recht op twee leden in het clubbestuur. Twee jaar later werd Benham ook eigenaar van het Deense FC Midtjylland. Sindsdien werken beide clubs veel samen, bijvoorbeeld door kennis te delen en spelers te (ver)huren.

## Stadion

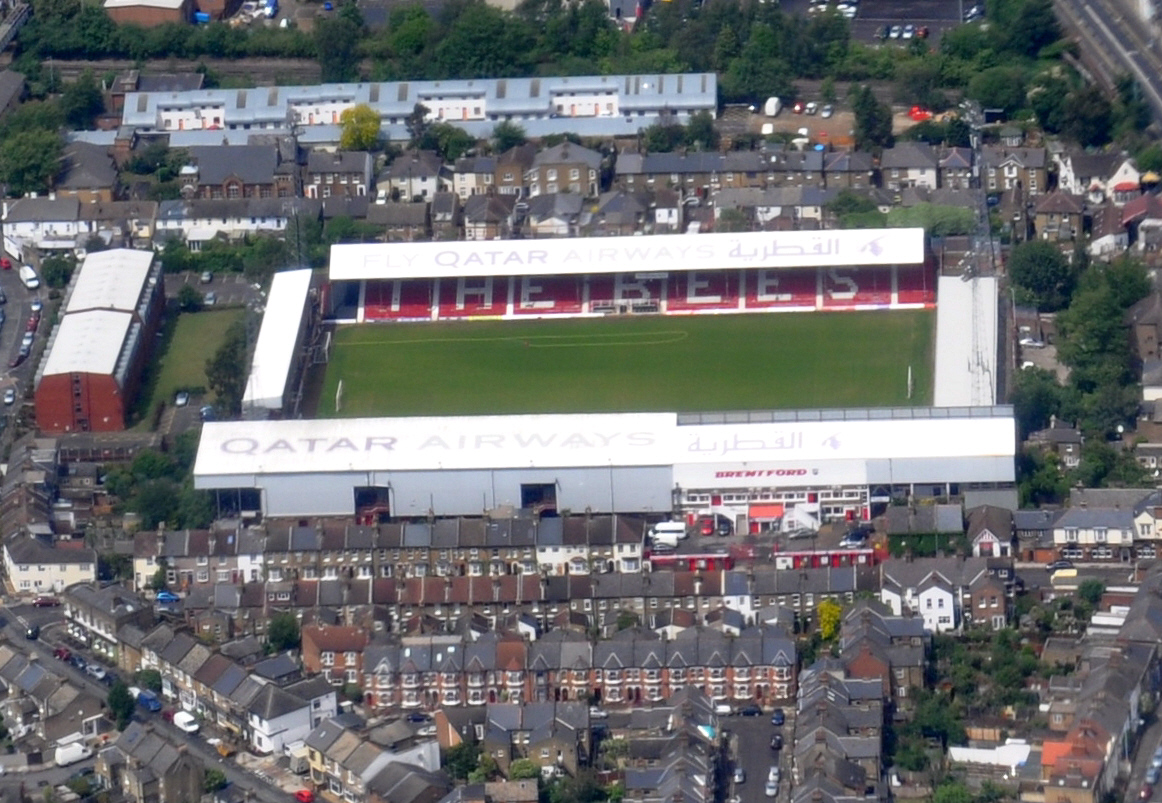
Griffin Park

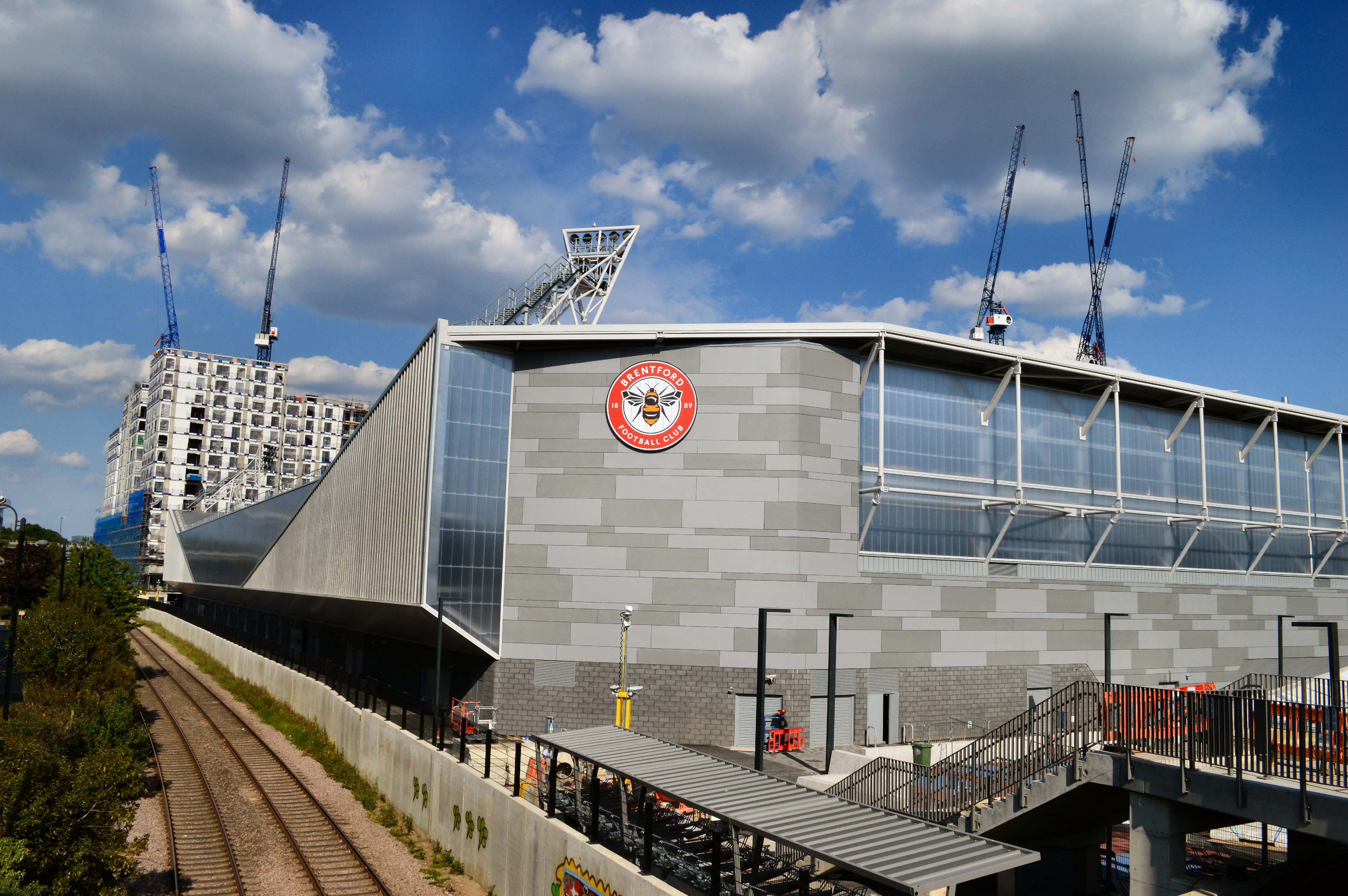
Brentford Community Stadium

### Griffin Park
In 1904 verhuisde de Londense club naar Griffin Park, waar het uiteindelijk 116 jaar zou blijven voetballen. Het stadion bood in de laatste jaren plaats aan 12.763 toeschouwers en diende ook enkele jaren als thuishaven voor het reserveteam van Chelsea.
Griffin Park was beroemd omdat er op alle vier de hoeken van het stadion een originele Engelse pub was gevestigd. Twee van de vier pubs waren in handen van de club zelf. Mede daardoor speelt de club een belangrijke sociale rol in de buurt met school- en jongerenprojecten. De pubs heten The Griffin, The Princess Royal, The New Inn en The Royal Oak. De eerst genoemde diende ook als clubhuis waar de kleedkamers zich bevonden. De laatste was sinds maart 2015 gesloten, maar heropende in de zomer van 2017 en kreeg begin 2019 van nieuwe eigenaren de naam The Brook, overeenkomend met de straatnaam.

### Brentford Community Stadium
In 2002 werd door supportersgroep Bees United, die later ook eigenaar van de club zouden worden, al plannen voor een nieuw stadion bekend. Na jarenlange discussies over de verhuizing kocht Brentford-supporter en grootaandeelhouder Matthew Benham namens de club een stuk grond op Lionel Road South, circa 500 meter ten oosten van Griffin Park.
De club kreeg in 2014 groen licht voor de bouw op het aangekochte stuk grond. Als alles volgens planning verliep moest de club in 2020/21 zijn nieuwe onderkomen in gebruik gaan nemen. Medio 2016 was de club nog bezig om ook het laatste benodigde stuk grond te bemachtigen. Een jaar later kondigden het bestuur en de projectontwikkelaar aan voor een conservatiever ontwerp te kiezen met minder capaciteit en het schrappen van diverse faciliteiten, zoals een vaste clubshop en supportershome. Bijna zes jaar na de eerste grondaankoop startte in maart 2018 de bouw van het Brentford Community Stadium.
Het Brentford Community Stadium werd in 2020, na ruim twee jaar bouwen, geopend en in gebruik genomen door The Bees. Dit stadion wordt ook gebruikt door de rugbyclub London Irish en biedt plaats aan 17.250 toeschouwers. De eerste wedstrijd die er gespeeld werd, op 1 september 2020, eindigde in 2-2 en ging tussen Brentford en Oxford United.

## Eerste elftal

### Selectie
| Nr.           | Naam               | Sinds      | Contract   | Vorige club             |
| Doelmannen    | Doelmannen         | Doelmannen | Doelmannen | Doelmannen              |
| ------------- | ------------------ | ---------- | ---------- | ----------------------- |
| 1             | Mark Flekken       | 2023       | 2027       | Freiburg                |
| 13            | Matthew Cox        | 2022       | 2028       |                         |
| 31            | Hákon Valdimarsson | 2024       | 2028       | Elfsborg                |
| Verdedigers   |                    |            |            |                         |
| 2             | Aaron Hickey       | 2022       | 2026       | Bologna                 |
| 3             | Rico Henry         | 2016       | 2026       | Walsall                 |
| 4             | Sepp van den Berg  | 2024       | 2029       | Liverpool               |
| 5             | Ethan Pinnock      | 2019       | 2027       | Barnsley                |
| 16            | Ben Mee            | 2022       | 2025       | Burnley                 |
| 20            | Kristoffer Ajer    | 2021       | 2028       | Celtic                  |
| 21            | Jayden Meghoma     | 2024       | 2028       | Southampton             |
| 22            | Nathan Collins     | 2023       | 2029       | Wolverhampton Wanderers |
| 30            | Mads Roerslev      | 2019       | 2026       | Kopenhagen              |
| 36            | Ji-soo Kim         | 2024       | 2027       |                         |
| Middenvelders |                    |            |            |                         |
| 6             | Christian Nørgaard | 2019       | 2025       | Fiorentina              |
| 8             | Mathias Jensen     | 2019       | 2026       | Celta de Vigo           |
| 10            | Josh Dasilva       | 2018       | 2025       | Arsenal                 |
| 14            | Fábio Carvalho     | 2024       |            | Liverpool               |
| 18            | Yegor Yarmolyuk    | 2023       | 2028       |                         |
| 26            | Yunus Emre Konak   | 2024       | 2029       | Sivasspor               |
| 27            | Vitaly Janelt      | 2020       | 2026       | Bochum                  |
| 28            | Ryan Trevitt       | 2023       | 2026       |                         |
| 32            | Paris Maghoma      | 2022       | 2027       |                         |
| Aanvallers    |                    |            |            |                         |
| 7             | Kevin Schade       | 2023       | 2028       | Freiburg                |
| 9             | Igor Thiago        | 2024       | 2029       | Club Brugge             |
| 11            | Yoane Wissa        | 2021       | 2026       | Lorient                 |
| 19            | Bryan Mbeumo       | 2019       | 2026       | Troyes                  |
| 23            | Keane Lewis-Potter | 2022       | 2028       | Hull City               |
| 24            | Mikkel Damsgaard   | 2022       | 2027       | Sampdoria               |
| 39            | Gustavo Nunes      | 2024       | 2030       | Grêmio                  |

Laatste update: 15 september 2024

### Staf
| Functie            | Naam           | Sinds | Contract | Vorige club    |
| ------------------ | -------------- | ----- | -------- | -------------- |
| Hoofdtrainer       | vacant         | 2025  |          |                |
| Assistent-trainers | vacant         | 2025  |          |                |
| Assistent-trainers | Claus Nörgaard | 2022  |          | Denemarken –18 |
| Assistent-trainers | Kevin O'Connor | 2018  |          | Brentford B    |
| Keeperstrainer     | Manuel Sotelo  | 2020  |          | Al-Ahli        |

Laatste update: 12 juni 2025

## Overzichtslijsten

### Eindklasseringen sinds 1946/47
- 1947 21e
First Division
- 1948 15e
Second Division
- 1949 18e
Second Division
- 1950 9e
Second Division
- 1951 9e
Second Division
- 1952 10e
Second Division
- 1953 17e
Second Division
- 1954 21e
Second Division
- 1955 11e
Third Division North / South
- 1956 6e
Third Division North / South
- 1957 8e
Third Division North / South
- 1958 2e
Third Division North / South
- 1959 3e
Third Division
- 1960 6e
Third Division
- 1961 17e
Third Division
- 1962 23e
Third Division
- 1963 1e
Fourth Division
- 1964 16e
Third Division
- 1965 5e
Third Division
- 1966 23e
Third Division
- 1967 9e
Fourth Division
- 1968 14e
Fourth Division
- 1969 11e
Fourth Division
- 1970 5e
Fourth Division
- 1971 14e
Fourth Division
- 1972 3e
Fourth Division
- 1973 22e
Third Division
- 1974 19e
Fourth Division
- 1975 8e
Fourth Division
- 1976 18e
Fourth Division
- 1977 15e
Fourth Division
- 1978 4e
Fourth Division
- 1979 10e
Third Division
- 1980 19e
Third Division
- 1981 9e
Third Division
- 1982 8e
Third Division
- 1983 9e
Third Division
- 1984 20e
Third Division
- 1985 13e
Third Division
- 1986 10e
Third Division
- 1987 11e
Third Division
- 1988 12e
Third Division
- 1989 7e
Third Division
- 1990 13e
Third Division
- 1991 6e
Third Division
- 1992 1e
Third Division
- 1993 22e
Second Division
- 1994 16e
Second Division
- 1995 2e
Second Division
- 1996 15e
Second Division
- 1997 4e
Second Division
- 1998 21e
Second Division
- 1999 1e
Third Division
- 2000 17e
Second Division
- 2001 14e
Second Division
- 2002 3e
Second Division
- 2003 16e
Second Division
- 2004 17e
Second Division
- 2005 4e
League One
- 2006 3e
League One
- 2007 24e
League One
- 2008 14e
League Two
- 2009 1e
League Two
- 2010 9e
League One
- 2011 11e
League One
- 2012 9e
League One
- 2013 3e
League One
- 2014 2e
League One
- 2015 5e
Championship
- 2016 9e
Championship
- 2017 10e
Championship
- 2018 9e
Championship
- 2019 11e
Championship
- 2020 3e
Championship
- 2021 3e
Championship
- 2022 13e
Premier League
- 2023 9e
Premier League
- 2024 16e
Premier League
- 2025 10e
Premier League

- First Division
- Second Division
- Third Division
- Fourth Division
- Premier League
- Championship
- League One
- League Two

ⓘ In 1992 invoering van de Premier League en opheffing van de Fourth Division; in 2004 opheffing van de First, Second en Third Division.

## Bekende (oud-)Bees

### Spelers
- Pim Balkestein
- Said Benrahma
- Saido Berahino
- Sepp van den Berg
- Andreas Bjelland
- Sergi Canós
- Henrik Dalsgaard
- Halil Dervişoğlu
- Christian Eriksen
- Mark Flekken
- Marcus Forss
- Marcus Gayle
- Andre Gray
- Ron Greenwood
- Pontus Jansson
- Mathias Jensen
- Florian Jozefzoon
- Alfie Mawson
- Bryan Mbeumo
- Ben Mee
- Paul Merson
- Christian Nørgaard
- Kamohelo Mokotjo
- David Raya
- Harry Redknapp
- Graham Rix
- Andy Sinton
- Rod Stewart
- Thomas Strakosha
- Wojciech Szczęsny
- James Tarkowski
- Ivan Toney
- Lasse Vibe
- Clyde Wijnhard

### Trainers
- Marinus Dijkhuizen
- Thomas Frank
- Steve Perryman
- Brian Riemer
- Uwe Rösler
- Dean Smith
- Mark Warburton

1 Flekken ·
2 Hickey ·
3 Henry ·
4 Van den Berg ·
5 Pinnock ·
6 Nørgaard  ·
7 Schade ·
8 Jensen ·
9 Thiago ·
10 Dasilva ·
11 Wissa ·
12 Valdimarsson ·
13 Cox ·
14 Carvalho ·
16 Mee ·
18 Jarmolioek ·
19 Mbeumo ·
20 Ajer ·
21 Meghoma ·
22 Collins ·
23 Lewis-Potter ·
24 Damsgaard ·
26 Konak ·
27 Janelt ·
28 Trevitt ·
30 Roerslev ·
32 Maghoma ·
36 Kim ·
39 Nunes ·
Coach: Frank
· Assistent-coach: O'Connor
· Assistent-coach: Nørgaard
· Assistent-coach: Cochrane
Arsenal · 
Aston Villa · 
Bournemouth · 
Brentford · 	
Brighton & Hove Albion · 
Burnley ·
Chelsea · 
Crystal Palace · 
Everton · 
Fulham · 
Leeds United · 
Liverpool · 
Manchester City · 
Manchester United · 
Newcastle United · 
Nottingham Forest ·  
Sunderland ·
Tottenham Hotspur · 
West Ham United · 
Wolverhampton Wanderers